# Бои у реки Матгу
Бои у реки Матгу — бои между десантом войск США и японскими войсками во время Гуамской операции.

## Ход событий
21 июля 1944 года около 8 утра 3-я дивизия морской пехоты США и 1-я временная бригада морской пехоты США начали высадку на мысе Асан и южнее Агата, чтобы отбить остров у оккупационных японских войск. Японская артиллерия потопила двадцать гусеничных десантных машин, но к 9 часам танки американцев оказались на берегу на обоих пляжах. После создания плацдарма морские пехотинцы США атаковали укрепления японцев, расположенные на холмах вдоль линии побережья, и заставили противника отступить. Долина реки Матгу стала ареной крупной контратаки японских войск на плацдарм американцев, в которой японцы понесли чрезвычайно тяжёлые потери и были отброшены. После этой атаки оставшиеся на острове японские силы отступили на север.
Район расположен на холмах к юго-западу от мыса Асан вдоль реки Матгу. Единственные сохранившиеся укрепления, связанные с битвой, это сеть искусственных ходов, вырытых японцами до вторжения в прибрежных пещерах в качестве оборонительных позиций.
Место сражения в долине реки Матгу было внесено в Национальный реестр исторических мест в 1975 году.